# Partia Organizacji Wolnej Bretanii
Partia Organizacji Wolnej Bretanii, fr. Parti pour l’Organisation d’une Bretagne Libre, POBL – bretońskie nacjonalistyczne ugrupowanie polityczne w latach 80. i 90. we francuskiej Bretanii.
Partia powstała w 1982 r. jako ugrupowanie centrowo-prawicowe. Jednym z jej współtwórców był Yann Fouéré. Organem prasowym zostało reaktywowane pismo „l’Avenir de la Bretagne”. Program bazował na nacjonalizmie bretońskim i idei federalnej Europy. Opowiadał się za liberalnym modelem gospodarczym. Głosił, że obszar Bretanii jest bardziej celtycki niż francuski, w związku z czym region musi uzyskać niezawisłość. POBL utrzymywała kontakty z innymi europejskimi ugrupowaniami mniejszości narodowych. Jednakże z biegiem czasu ewaluowała w kierunku skrajnej prawicy. W 1999 r. 2 jej działaczy było zamieszanych podczas interceltyckiego festiwalu w Lorient w zabójstwo bojówkarzy lewicowych z Unii Demokratycznej Bretońskiej. Od tego roku działalność partii coraz bardziej była ograniczana, aż do faktycznego jej wygaszenia w 2005 r. Większość działaczy przeszła do partii Adsav. Reszta współtworzyła chadecką Partię Bretońską. Obecnie jedynym przejawem działalności jest wydawanie półmiesięcznika „l’Avenir de la Bretagne”.